# Капетан
Капетан је у српском језику историјски означавао главног управника неке заједнице или посланика док му траје мандат. У једној општини су постојала најмање два капетана, војни капетан и општински капетан. Док је у општинама које су имале приступ мору или рекама постојао и поморски капетан. Само поморски капетан је доживотно носио титуларно звање капетан, за разлику од општинског и војног капетана који су имали временски ограничен мандат. Примера ради, Михољски збор (сабор) Српских капетана је основан пре 13. века и трајао је до краја првог светског рата, са тиме што је после 17. века дошло до поделе Михољског збора на три капетаније. Титула капетан постаје харамбаша често у српским епским песмама од 18. века. Али у сачуваним званичним документима из периода које српска епика описује, стоји да је искључиво титула капетана била коришћена, док титула харамбаше није. Данас је назив капетан остао присутан у државним службама војске, полиције, ватрогасних јединица и специјалних снага, где имамо чинове капетан прве класе, војни капетан, капетан фрегате, капетан корвете, капетан бојног брода, капетан генерал као и спортски капитен...

## Етимологија
Капетан је реч која је настала од грчке речи катепан (κατεπάνω: буквално значи „једини на врху”, или „на зачељу”). У Византији се катепан користио за означавање војног или неких других службених чинова, који су по дужностима једнаки српском капетану или латинском капитану. Реч катепан се у српском језику најраније појављује током 971. године, кад је постојао Катепанат Рас.

## Списак историјских капетана са ограниченим мандатом
- Миша Атанасијевић (Дунавски капетан 1842. година)

## Списак историјских капетана са неограниченим мандатом
- Матија Змајевић (Капетан Комодор, од 1714. године)
- Петар Замбелић (Капетан 19. век)
- Иво Визин (Капетан 19. век)